# Marta Burgay
Marta Burgay (* 30. November 1976 in Turin) ist eine italienische Astronomin. Sie entdeckte 2003 das erste bekannte Doppelpulsarsystem PSR J0737-3039.

## Leben
Burgay erlangte 1995 das Abitur und schloss 2000 ein Astronomiestudium an der Universität Bologna ab. Im April 2004 promovierte sie dort über ihre Entdeckung des Doppelpulsarsystems. Im Oktober des gleichen Jahres begann sie als Forscherin am Cagliari Observatorium auf Sardinien zu arbeiten.

## Entdeckung des Doppelpulsarsystems
Während ihres Studiums arbeitete Burgay mit dem internationalen Parkes High-Latitude Pulsar Survey Team mit Hilfe des 64-Meter-Radioteleskops des australischen Parkes-Observatoriums an der Erforschung des dritten galaktischen Quadranten zwischen −60° und +60°. Zunächst entdeckte sie den ersten Pulsar von PSR J0737-3039 mit einer Rotationsperiode von 23 ms und dass es sich um ein binäres System mit einem zweiten Neutronenstern handelte. Ihre Erkenntnisse veröffentlichte Burgay im Dezember 2003 in Nature. Bei weiteren Untersuchungen stellte das Team fest, dass das zweite Objekt ebenfalls ein Pulsar war mit einer Periode von 2,78 s, der bei der ersten Beobachtung nicht sichtbar gewesen war. Somit handelte es sich um das erste entdeckte Doppelpulsarsystem. Diese Erkenntnis wurde von Andrew Lyne, Burgay und anderen am 20. Februar 2004 im Science publiziert.

## Ehrungen
Nach Burgay wurde der 2005 entdeckte Asteroid (198634) Burgaymarta benannt. Als Teil des Teams PulSE (Pulsar Science in Europe) gewann sie 2005 den Descartes-Preis. 2010 zeichnete die Astronomical Society of India sie mit der Vainu Bappu Memorial Gold Medal aus.
2014 wurde sie für ihre Leistungen mit dem Chevalier de l’Autonomie der Regione Autonoma Valle d’Aosta ausgezeichnet.

## Publikationen (Auswahl)
- The Parkes high-latitude pulsar survey and the discovery of the first double pulsar. Dissertation. University of Bologna, 2004, (PDF).
- M. Burgay, N. D'Amico, A. Possenti, R. N. Manchester, A. G. Lyne, B. C. Joshi, M. A. McLaughlin, M. Kramer, J. M. Sarkissian, F. Camilo, V. Kalogera, C. Kim, D. R. Lorimer: An increased estimate of the merger rate of double neutron stars from observations of a highly relativistic system. In: Nature. Band 426, 2003, S. 531–533.
- A. G. Lyne, M. Burgay, M. Kramer, A. Possenti, R. N. Manchester, F. Camilo, M. A. McLaughlin, D. R. Lorimer, N. D'Amico, B. C. Joshi, J. E. Reynolds, P. C. C. Freire: A Double-Pulsar System: A Rare Laboratory for Relativistic Gravity and Plasma Physics. In: Science. Band 303, 2004, S. 1153–1157.